# Tapesta carneipes
Tapesta carneipes är en insektsart som beskrevs av Sjöstedt 1921. Tapesta carneipes ingår i släktet Tapesta och familjen gräshoppor. Inga underarter finns listade i Catalogue of Life.